# Damita Jo (zangeres)
Damita Jo, geboren als Damita Jo DuBlanc (Austin, 5 augustus 1930 – Baltimore, 25 december 1998), was een Amerikaanse r&b-zangeres uit de jaren 1950 en 1960.

## Carrière
Damita Jo groeide op in het Californische Santa Barbara en kwam in 1949 door bemiddeling van de diskjockey Joe Adams in de daar aanwezige Club Oasis tot een tweemaandelijks verbintenis als zangeres. Adams bemiddelde ook bij haar eerste platencontract met het label Discovery Records met in 1950 twee singlepublicaties als resultaat. In 1951 vervoegde Damita Jo zich bij de r&b-groep Red Caps, met wiens leider Steve Gibson ze later in het huwelijk trad. Met de Red Caps nam ze tot 1960 meer dan 20 platen op bij verschillende labels. Via de Red Caps kreeg ze ook een soloplatencontract bij RCA Victor Records, waarbij tot 1955 ongeveer zeven singles werden geproduceerd. Afgezien van een 20e plaats met het nummer I Went to Your Wedding van de Red Caps, bleven de RCA-opnamen zonder succes.
Na een evenzo succesloos tweejarig tussenspel bij ABC-Paramount Records ging Damita Jo in 1959 naar het label Mercury Records. Daar vierde ze een jaar later haar eerste solosucces met I'll Save the Last Dance for You, dat haar een 16e plaats opleverde in de Billboard-r&b-hitlijst en de 22e plaats in de Billboard Hot 100. Een nog betere klassering kreeg het nummer I'll Be There (12e plaats Hot 100, 15e plaats r&b). De daarop volgende singles konden zich niet meer doen gelden op de platenmarkt en dus zegde het label in 1963 het contract met Damita Jo op, na in totaal 14 singles en vier langspeelplaten.
Na korte tussenstops bij de labels Melic en Vee-Jay Records kreeg Damita Jo in 1965 een nieuw contract bij het New Yorkse label Epic Records. Daar werden tot 1967 negen singles geproduceerd, waarvan drie nummers de Billboard Hot 100 haalden en vier de Adult Contemporary-hitlijst. De succesvolste opname was het nummer If You Go Away, dat in de top 200 een 68e plaats en in de Adult Contemporary-lijst een 10e plaats bereikte. Haar platencarrière beëindigde Damita Jo in 1971 bij het in 1968 opgerichte label Ranwood Records, waar onder andere opnamen van de orkesten van Lawrence Welk en Ray Anthony verschenen. Van Damita Jo verschenen bij Ranwood acht singles en twee langspeelplaten.
In de jaren 1970 profileerde Damita Jo zich in het comedy-circuit met optredens in nachtclubs en de tv-comedyshow van Redd Foxx. Op het eind van de jaren 1970 vestigde ze zich in Baltimore en hield zich bezig met gospelmuziek. Daarnaast maakte ze tripjes in het jazzcircuit, waar ze optredens had op de Atlantic City Jazz Festivals van 1979 en 1980. In 1985 publiceerde ze een album met religieuze muziek.

## Overlijden
Met Kerstmis 1998 overleed ze op 68-jarige leeftijd aan de gevolgen van een ziekte van de luchtwegen.

## Discografie

### Singles
Bij Discovery Records
- 1950: Believe Me / Here I Am
- 1950: Until the Real Thing Comes Along / Anytime, Anyplace, Anywhere

Bij RCA Victor Records
- 1952: I Don't Care / I'd Do It Again
- 1953: Go Way From My Window / Let Me Share Your Name
- 1953: Missing (One Heart) / (Oh Jenny) The Window Walk
- 1953: Do Me a Favor / Don't You Care
- 1953: Face to Face / Sadie Thompson's Song
- 1955: In My Heart / Abracadabara
- 1955: Always / Free Hearted

Bij ABC-Paramount Records
- 1957: How Will I Know? / I'll Never Cry

Bij Mercury Records
- 1959: The Dance Was Over / Look at Yourself
- 1960: What Would You Do / Window Talk
- 1960: Little Things Mean A Lot / I Burned Your Letter
- 1960: I'll Save the Last Dance for You / Forgive
- 1961: Keep Your Hands Off of Him / Hush, Somebody's Calling My Name
- 1961: Sweet Georgia Brown / Do What You Want
- 1962: I'll Be There / Love Laid It's Hands On Me
- 1962: Dance With a Dolly / You're Nobody 'Til Somebody Loves You
- 1962: I Didn't Know I Was Crying / I Built My World Around a Dream
- 1962: You're Nobody 'Til Somebody Loves You / Joey
- 1962: Another Dancing Partner / Please Send Me Someone to Love
- 1962: The Window Up Above / Tennessee Waltz
- 1963: Drama of Love / Hobo Flats
- 1963: In the Dark / Melancholy Baby

Bij Melic
- 1964: It Kills Me / Molly Dear Malone
- 1964: Please Don't Use My Name / It's to Late to Be Sorry

Bij Vee-Jay
- 1965: I'm Waiting for Ships That Never Come In / Hurt a Fool

Bij Epic Records
- 1965: Silver Dollar / Tomorrow Night
- 1965: Gotta Travel On / Something You Got
- 1965: Nobody Knows You When You're Down And Out / Whispering Grass
- 1965: Sweet Pussycat / Who Could Ask for More
- 1966: That Special Way / Tossin' and Turnin'
- 1966: If You Go Away / If You Go Away
- 1966: If You Go Away / When The Fog Rolls in to San Francisco
- 1967: No Guilty Feelings / Yellow Days
- 1967: Walk Away / Dinner for One Please James

Bij Ranwood Records
- 1968: Loving You / Reason to Believe
- 1968: Grown Up Games / Lonely Letters
- 1969: Brother Love's Traveling Salvation Show / I'll Save the Last Dance for You
- 1969: Lonely Teardrops / Ain't Misbehavin'
- 1970: Paint Me Loving You / Tomorrow is the First Day
- 1970: Mrs. Robinson / Two Worlds
- 1971: Hallelujah Baby / Two Worlds

### Vinyl-lp's
- 1961: I'll Save the Last Dance for You
- 1962: Damita Jo at the Diplomat
- 1962: Sing a Country Song
- 1963: This One's for Me
- 1965: Damita Jo Sings
- 1965: This Is Damita Jo
- 1965: If You Go Away
- 1968: Miss Damita Jo
- 1969: I'll Save the Last Dance for You
- 1968: The Irresistible

- Bibliothèque nationale de France: cb13799844n (data)
- International Standard Name Identifier: 0000 0000 3098 7003
- Library of Congress Control Number: n93005972
- MusicBrainz: 5bb59bfd-01e5-420e-95e9-52562e83520c
- Virtual International Authority File: 36120871
- WorldCat: E39PBJyhbDQXj3r4HgBJJwfcyd